# Bogdan Rzońca
assinatura
Bogdan Józef Rzońca é um político polaco que actualmente actua como membro do Parlamento Europeu pelo partido político Lei e Justiça.